# マインドフレックス
マインドフレックス（Mindflex）は、マテル社による玩具である。障害物のコースの中を回るボールを操作するために脳波を利用していると主張されている。マテルによると同梱されている専用のヘッドセットで脳波が捉えられ、それにより利用者がファンのスイッチをオン・オフに切り替え、その青いスタイロフォーム材のボールを上げ下げすることが可能であるという。そのゲームは2009年の秋に発売された。 この玩具には科学者たちによる批判があり、玩具が実際に脳波を測定しているのかどうか、あるいはよく知られたコントロールの錯覚（illusion of control）を活用して、無作為にボールを動かしているだけなのではないか、というものである。